# Zwaard van Griffoendor
Het Zwaard van Griffoendor is een voorwerp uit de Harry Potter-boeken van de Britse schrijfster J.K. Rowling. Het werd gesmeed door kobolden en was eigendom van Goderic Griffoendor, een van de oprichters van Zweinstein. De kobolden beweren echter dat hij het had gestolen van Ragnok de Eerste, die een Kobold was. De kling van het zwaard bevat een inscriptie met de naam van Goderic Griffoendor en het zwaard zelf is ingelegd met edelstenen.
In 1993 wordt het zwaard door Harry Potter uit de Sorteerhoed gehaald. Professor Perkamentus vertelt Harry later dat alleen een echte Griffoendor het zwaard uit die hoed kan halen. Harry gebruikt het zwaard om de basilisk te doden die Heer Voldemort heeft laten ontwaken en losgelaten in Zweinstein. Na deze heldendaad wordt het zwaard bewaard in de kamer van het schoolhoofd, in een glazen vitrine.
In de zomer van 1997 wordt Harry Potter de eigenaar als hij het zwaard erft van de gestorven professor Perkamentus. Het ministerie wil hem het zwaard echter niet geven omdat het eigendom was van Zweinstein, en niet van Perkamentus. Via een ingenieus plan, dat Perkamentus voor zijn dood bedacht had, en de hulp van Severus Sneep krijgt Harry het zwaard echter toch in zijn bezit. Het blijkt nog altijd gif van de basilisk te bevatten. Harry weet te ontdekken dat het zwaard zo in staat is om Gruzielementen te vernietigen en wil het met dit doel voor ogen gebruiken. Dit wordt bemoeilijkt wanneer de kobolden, die het ooit hebben gesmeed, het zwaard als hun eigendom opeisen. Toch worden er Gruzielementen vernietigd met het zwaard. Het laatste Gruzielement, de slang Nagini, wordt vernietigd door Marcel Lubbermans die het zwaard uit de Sorteerhoed haalt en Nagini ermee onthoofdt.
Het zwaard van Goderic Griffoendor kan volgens de legende alleen uit de Sorteerhoed gehaald worden door elke ware Griffoendor.
Het zwaard is het enige overgebleven voorwerp van de stichters van de school dat nog geheel intact is. Het medaillon van Zwadderich en de beker van Huffelpuf zijn beschadigd geraakt door respectievelijk het zwaard van Griffoendor en een tand van de Basilisk, en de diadeem van Ravenklauw is vernietigd door Duivelsvuur tijdens de oorlog tegen Voldemort.